# 博爾蘇基 (敖德薩州)
48°2′26″N 29°25′41″E / 48.04056°N 29.42806°E
博爾蘇基（羅馬化：Borsuky）是位於烏克蘭西南部的村莊，由敖德萨州波迪利斯克区的巴爾塔市鎮負責管轄。該村處於科德馬河畔，始建於1756年，面積26.1平方公里，海拔高度190米，2001年人口581。